# Ćeklići
Ćeklići. su staro crnogorsko pleme koje se nalazi u Katunskoj nahiji i sačinjeno je od 9 sela. Cijelo područje naseljeno Ćeklićima zaštićeno je visokim planinama što je pogodovalo održavanju i stvaranju plemenske zajednice, te na unutarnje međusobne veze.
Glavno plemensko središte bilo je selo Kućišta gdje se pleme i okupljalo (Zborna Glavica). Ostala sela su: Vuči Do, čiji su stanovnici pripadnici bratstva Vučedoljani; Krajni-Do, južno od Kućišta; Vojkovići, naseljeno bratstvom Marojevići; Milijevići, isto bratstvo kao i u Vojkovićima; Petrov-Do, najjužnije je naselje plemena naseljeno bratstvima Domazetovići i Kaluđerovići; Ubao s bratstvima Dragutinovići, Vujovići i Vujoševići; Dragomi-Do s bratstvom Pavićevići. Posljednje 'naselje', točnije manja oblast koja se sastoji od više sela je Jezer, najveće je Jasikovica, a stanovništvo pripada bratstvima Jovanovići, Pajovići, Radulovići i Nikčevići. Sva ova brststva plemena Ćeklića, kao i kod ostalih crnogorskih plemena, dijele se na više obitelji. Sela Ćeklića obično se nalaze po dolovima po kojima i dobivaju imena. Uzgoj stoke i zemljoradnja glavna su im preokupacija.

## Vanjske poveznice
- Pleme Ćeklići